# Ligne de Zurich à Winterthour
La ligne de Zurich à Winterthour est une ligne ferroviaire qui relie la gare centrale de Zurich à la gare de Winterthour. Ouverte complètement en 1956, elle est la ligne la plus fréquentée de Suisse et constitue un goulet d'étranglement pour le trafic ferroviaire. Pratiquement toutes les lignes du réseau central du RER zurichois empruntent cette ligne, au moins en partie.

## Histoire
La ligne ferroviaire Zurich - Winterthour fait partie de la route que le Chemin de fer Zurich-Lac de Constance (de) (Zürich-Bodenseebahn) prévoyait de construire de Zurich à Romanshorn.
Le 18 mai 1855, les Chemins de fer du Nord-Est (Schweizerische Nordostbahn), qui avaient succédé au Chemin de fer Zurich-lac de Constance, inaugurèrent le tronçon Winterthour-Romanshorn. Le tronçon Winterthour-Oerlikon fut lui mis en service le 27 décembre. La liaison ferroviaire avec le lac de Constance fut enfin achevée avec l'ouverture du dernier tronçon entre Oerlikon et Zurich le 26 juin 1856.
La ligne est essentiellement à double voie, et ce depuis le début. Elle va de Wipkingen à Oerlikon et de là, via Wallisellen, Dietlikon et Effretikon, jusqu'à Winterthour. En 1902, la ligne est devenue propriété des Chemins de fer fédéraux suisses (CFF), qui ont ouvert l'exploitation électrique de la ligne le 6 août 1925.[réf. nécessaire]

## Itinéraires

Aperçu des différentes lignes.

La ligne comprend plusieurs itinéraires différents et seule la section d'Effretikon à Winterthour n'a pas d'itinéraire alternatif. La gare centrale de Zurich et Oerlikon sont reliées par trois tunnels. Deux d'entre eux vont du terminus d'origine en surface à Oerlikon. En 2014, avec la mise en service du tunnel du Weinberg (de), les trains circulent depuis la nouvelle gare souterraine jusqu'à Oerlikon. Il existe trois liaisons entre Oerlikon et Effretikon : via Wallisellen, Kloten et l'aéroport. La ligne du Zürichberg, qui va de la gare centrale à Effretikon en passant par Stadelhofen, n'est empruntée, à quelques exceptions près, que par les trains du RER.

## Projets
Il est prévu de construire un tunnel pour supprimer le goulet d'étranglement entre Effretikon et Winterthour. Le tunnel de Brütten irait de Bassersdorf à Winterthour. En raison de la longue période de construction prévue et des coûts élevés, une proposition de mise à quatre voies de la ligne existante a été examinée. Un projet similaire à celui du tunnel de Brütten a été proposé comme initiative populaire par l'Association transports et environnement, à Zurich, mais il a été rejeté par les électeurs du canton de Zurich le 26 septembre 2010, avec 70 % de voix contre.[réf. nécessaire]